# ジアシルグリセロール

1-パルミトイル-2-オレイル-グリセロールの構造

ジアシルグリセロール（英: diacylglycerol、DG、DAG）とは、グリセリンに2つの脂肪酸がエステル結合を介して結合した分子である。略称してDGまたはDAGと表し、別名をジグリセリドともいう。右の図は1-パルミトイル-2-オレイル-グリセロールであるが、ジアシルグリセロールにはC1位とC2位の脂肪酸の選び方によって多くの種類がある。

## 食品添加物
モノアシルグリセロール（Monoacylglycerol）もしくはジアシルグリセロールは油や水などの原料とともによく食品添加物（乳化剤）として用いられる。
商業的には牛や豚、もしくは大豆やセイヨウアブラナ（キャノーラ）などの植物から作られる。また化学合成によっても作られる。パン、ジュース、アイスクリーム、ショートニング、生クリーム、マーガリン、菓子などに良く用いられる。
かつて、ジアシルグリセロールを80%含有し、食後の血中中性脂肪が上昇しにくいことを売りとし、特定保健用食品の許可を得た食用油「健康エコナクッキングオイル」が花王より販売されていた。しかし、発がん性リスクのあるグリシドールに変換する可能性があるグリシドール脂肪酸エステルが他の食用油より多く含まれていることが判明し、花王は2009年9月に「エコナ関連製品」の製造・販売を自粛した。

## 生化学シグナル

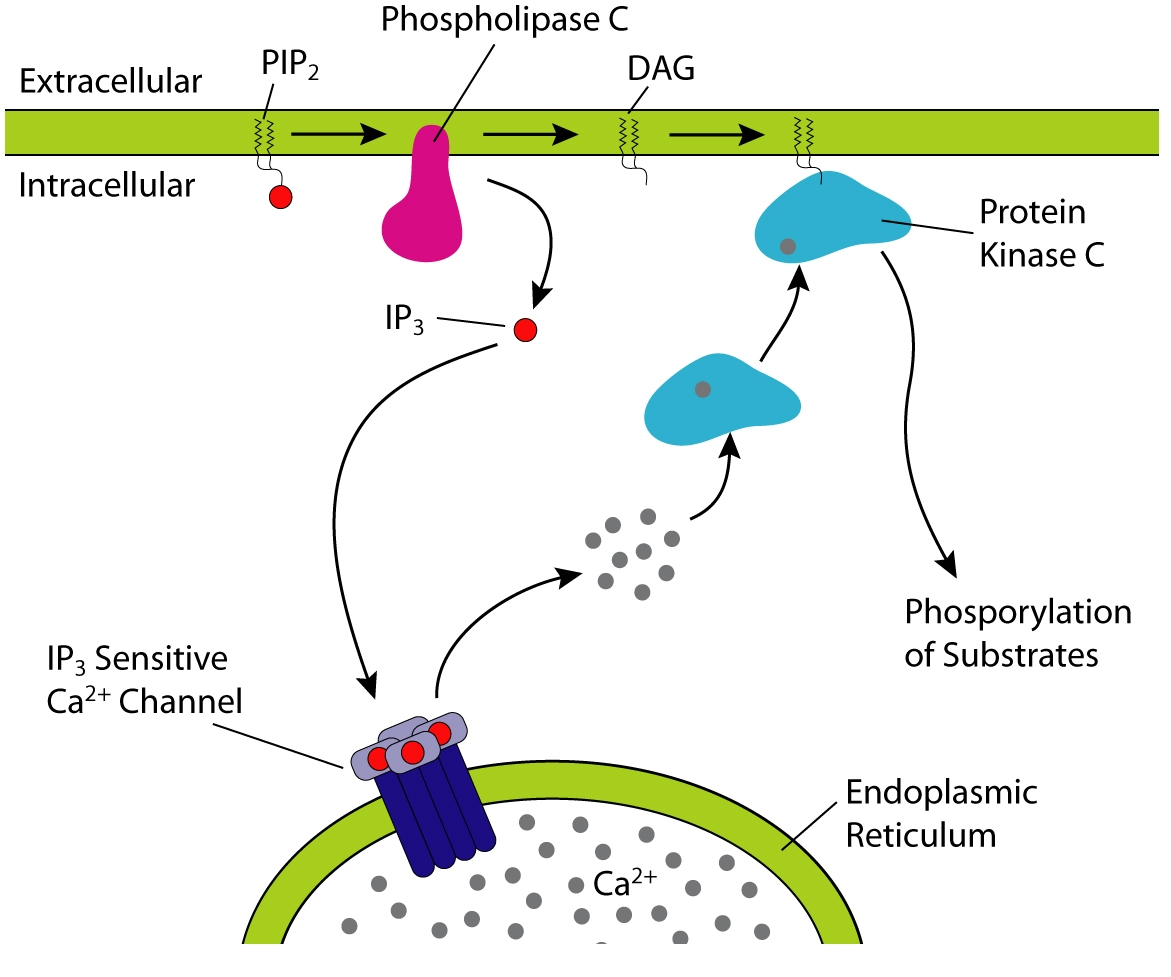
PIP2のIP3およびDAGへの切断は細胞内カルシウムの放出とPKC活性化を引き起こす。

1,2-sn-ジアシルグリセロールは、イノシトールトリスリン酸(IP3)とともにホスホリパーゼCによるシグナルのセカンドメッセンジャーとして働く。IP3が原形質中に拡散してしまうのに対して、ジアシルグリセロールは疎水性のために細胞膜上に留まることができる。またIP3は滑面小胞体からカルシウムイオンをリリースするのに対して、ジアシルグリセロールは膜上でプロテインキナーゼCを活性化させる。典型プロテインキナーゼCアイソザイムは、IP3によって濃度が上昇する原形質中のカルシウムイオンによっても活性化を受ける。12-O-テトラデカノイルホルボール 13-アセタート (TPA) などのホルボールエステルは1,2-sn-ジアシルグリセロールのミミックとして働き、同様の作用を示す。

## その他の生化学的機能
ジアシルグリセロールは細胞中で様々な機能を持つ。
- プロスタグランジンの原料
- プロテインキナーゼCの活性化
- 内在性カンナビノイドである2-アラキドニルグリセロールの前駆体

## 代謝

グリセロール3-リン酸

ジアシルグリセロールの合成はジヒドロキシアセトンリン酸に由来するグリセロール3-リン酸が出発となる。グリセロール3-リン酸はまずアシルCoAによりアシル化を受けてリゾホスファチジン酸になる。その後別のアシルCoAが付加し、ホスファチジン酸となり、脱リン酸化されてジアシルグリセロールができる。
ジアシルグリセロールに、ジグリセリドアシルトランスフェラーゼが作用してさらに1分子の脂肪酸が付加し、トリアシルグリセロールとなることがある。
ジアシルグリセロールはホスファチジン酸を経由して作られるため、飽和脂肪酸がC1位に、不飽和脂肪酸がC2位にくる。